# Daltongganj
Daltonganj (hiện được đổi tên thành "Medininagar") là một thị xã ở bang Jharkhand của Ấn Độ. của Palamu commissionery, bao gồm ba quận: Palamu, Garhwa và Latehar. Thị xã này tọa lạc bên bờ sông Bắc Koel.
Daltonganj cũng là tên của một đơn vị hành chính thuộc quận Palamu, và là một phần đất trong đơn vị này.